# 1957-es magyar birkózóbajnokság
Az 1957-es magyar birkózóbajnokság az ötvenedik magyar bajnokság volt. A kötöttfogású bajnokságot október 20-án, a szabadfogású bajnokságot pedig június 30-án rendezték meg, mindkettőt Budapesten, a Nemzeti Sportcsarnokban.

## Eredmények

### Férfi kötöttfogás
| Versenyszám  | Arany                            | Arany | Ezüst                         | Ezüst | Bronz                                | Bronz |
| ------------ | -------------------------------- | ----- | ----------------------------- | ----- | ------------------------------------ | ----- |
| Lepkesúly    | Kerekes Sándor Bp. Honvéd        |       | Páger Antal Bp. Honvéd        |       | Kereszturi János Szegedi EAC         |       |
| Légsúly      | Hódos Imre Debreceni VSC         |       | Baranya István Újpesti Dózsa  |       | Kellermann József Kecskeméti Kinizsi |       |
| Pehelysúly   | Hullai József Kecskeméti Kinizsi |       | Viczek József Diósgyőri VTK   |       | Mátrai György Szegedi EAC            |       |
| Könnyűsúly   | Polyák Imre Újpesti Dózsa        |       | Hoffmann Géza Bp. Honvéd      |       | Nagy András Debreceni VSC            |       |
| Váltósúly    | Tarr Gyula BVSC                  |       | Tóth Gyula Bp. Honvéd         |       | Kassai Mihály Csepel SC              |       |
| Középsúly    | Szilvásy Miklós Újpesti Dózsa    |       | Zsibrita János Bp. Honvéd     |       | Klár Mihály Bp. Honvéd               |       |
| Félnehézsúly | Gurics György Bp. Honvéd         |       | Piti Péter Vasas SC           |       | Kiss Barnabás Ferencvárosi TC        |       |
| Nehézsúly    | Reznák János Ceglédi VSE         |       | Gáspár Ferenc Ferencvárosi TC |       | Fülöp Ferenc BVSC                    |       |

### Férfi szabadfogás
| Versenyszám  | Arany                           | Arany | Ezüst                       | Ezüst | Bronz                           | Bronz |
| ------------ | ------------------------------- | ----- | --------------------------- | ----- | ------------------------------- | ----- |
| Lepkesúly    | Páger Antal Bp. Honvéd          |       | Méhész Mihály BVSC          |       | Módos János Szigetvári Zrínyi   |       |
| Légsúly      | Kellermann József Kecskeméti TE |       | Kunszt Lajos Vasas SC       |       | Potyondi András Ferencvárosi TC |       |
| Pehelysúly   | Viczek József Diósgyőri VTK     |       | Fuszek Ferenc Bp. Honvéd    |       | Fábri Tivadar Ceglédi VSE       |       |
| Könnyűsúly   | Hoffmann Géza Bp. Honvéd        |       | Deli József MAFC            |       | Müller Ferdinánd Vasas SC       |       |
| Váltósúly    | Tóth Gyula Bp. Honvéd           |       | Radics Miklós Újpesti Dózsa |       | Baranya István Szegedi EAC      |       |
| Középsúly    | Zsibrita János Bp. Honvéd       |       | Körbl Antal Csepel SC       |       | Riheczky René MTK               |       |
| Félnehézsúly | Gurics György Bp. Honvéd        |       | Balla István Ceglédi VSE    |       | Kiss Barbabás Ferencvárosi TC   |       |
| Nehézsúly    | Reznák János Ceglédi VSE        |       | Kovács László Vasas SC      |       | Hőhn József Szegedi VSE         |       |